# Константиновка (Жашковский район)
Константиновка (укр. Костянтинівка) — посёлок в Жашковском районе Черкасской области Украины.
Почтовый индекс — 19224. Телефонный код — 4747.

## Население
Население по переписи 2001 года составляло 76 человек.

### Языковой состав
Родной язык населения по данным переписи 2001 года:
| Язык       | Численность, чел. | Доля     |
| ---------- | ----------------- | -------- |
| Украинский | 71                | 93,42 %  |
| Русский    | 4                 | 5,26 %   |
| Другое     | 1                 | 1,32 %   |
| Итого      | 76                | 100,00 % |

## Местный совет
19223, Черкасская обл., Жашковский р-н, с. Нагорная